# Synagogue de Charleroi
La synagogue de Charleroi, située rue Pige-au-Croly n°56, fut fondée en 1961 pour servir de lieu de culte aux juifs d'Europe de l'Est, venus travailler comme mineurs dans les charbonnages du Pays Noir. Œuvre de l'architecte Badet, elle fut inaugurée le 24 février 1963.